# Joachim Mähnert
Joachim Mähnert (* 12. Juni 1967 in Berlin) ist ein deutscher Historiker.

## Leben
Joachim Mähnert studierte zunächst an der FU Berlin, später auch an der Humboldt-Universität Berlin, unter anderem Chemie und Geschichte, die er mit dem Diplom bzw. dem Magister Artium abschloss. Die Promotion erfolgte 1994 bei Helmut Baumgärtel und Karl-Michael Weitzel über Untersuchungen an Van-der-Waals-Clustern und unimolekularen Reaktionen am Berliner Synchrotronring BESSY. Bis 1995 war Mähnert als wissenschaftlicher Assistent am Institut für Physikalische und Theoretische Chemie der FU Berlin tätig. Von 1996 bis 2008 arbeitete Mähnert als wissenschaftlicher und museumspädagogischer Mitarbeiter im Freilichtmuseum Domäne Dahlem, seit 1998 als stellvertretender Museumsleiter, wo er verschiedene Sonderausstellungen verantwortete. Seit 2009 ist er Direktor am Ostpreußischen Landesmuseum. Vor seinem Wechsel nach Lüneburg hatte Mähnert mehrere Lehraufträge im Studiengang Museumskunde an der HTW Berlin.
In seiner Zeit als Direktor des Ostpreußischen Landesmuseum erfolgte die grundlegende Überarbeitung der Dauerausstellung und Erweiterung des Museums durch einen Neubau, außerdem die Integration mehrerer denkmalgeschützter Gebäude in den Museumskomplex. Dazu gehörte auch die Erweiterung um eine Deutschbaltische Abteilung sowie um das Lüneburger Brauereimuseum. Es gab Ausstellungen unter anderem zur preußischen Königin Luise, „Glanz und Elend. Herrenhäuser im Baltikum“ (mit Katalog) sowie die Ausstellung „Alles brannte. Jüdisches Leben und seine Zerstörung in den preußischen Provinzen Hannover und Ostpreußen“. Zu dessen 300. Geburtstag wurde eine Ausstellung zu Immanuel Kant eröffnet.
Zahlreiche weitere Ausstellungen des Museums waren im heute polnischen, russischen und litauischen Teil des ehemaligen Ostpreußens zu sehen.
Anlässlich eines offiziellen Besuchs der neuen Deutschbaltischen Abteilung durch den Staatspräsidenten der Republik Lettland, Raimonds Vējonis, verlieh dieser Mähnert im Februar 2019 den Drei-Sterne-Orden der Republik Lettland.

## Mitgliedschaften
Mähnert ist Mitglied mehrerer nationaler und internationaler Gremien, darunter:
- Vorstandsmitglied der Historischen Kommission für ost- und westpreußische Landesforschung[4]
- Mitglied im Arbeitskreis Museumsmanagement des Museumsverbands Niedersachsen/Bremen
- Verband der Historiker und Historikerinnen Deutschlands
- International Council of Museums (ICOM)
- Deutscher Museumsbund
- Museumsverband in Niedersachsen und Bremen

## Schriften
- Untersuchungen von dissoziativer und nichtdissoziativer Photoionisation an kleinen van der Waals Clustern. Dissertation 1994. DNB 943955246
- Vertraute Ferne, Kommunikation und Mobilität im Hanseraum. Husum Verlag, Husum 2012, ISBN 978-3-89876-632-6.
- Im Streit der Stile. Kunstverlag Fink, Lindenberg im Allgäu 2014, ISBN 978-3-89870-874-6.
- Immanuel Kant und sein Wirkungsort Königsberg. Universität, Geschichte und Erinnerung heute. V&R unipress, Göttingen 2023, ISBN 978-3-8471-1558-8.